# Geomysaprinus pectoralis
Geomysaprinus pectoralis är en skalbaggsart som först beskrevs av J. L. Leconte 1851.  Geomysaprinus pectoralis ingår i släktet Geomysaprinus och familjen stumpbaggar. Inga underarter finns listade i Catalogue of Life.